# Irig
Irig (in serbo Ириг?, in ungherese Ireg), è una città e una municipalità del distretto della Sirmia nel sud-est della provincia autonoma della Voivodina.

## Località
La municipalità di Irig include la stessa cittadina (sede del comune) e i seguenti villaggi:
- Velika Remeta
- Vrdnik
- Grgeteg
- Dobrodol
- Jazak
- Krušedol Prnjavor
- Krušedol Selo
- Mala Remeta
- Neradin
- Rivica
- Šatrinci